# ワン・ウェイ・ヴォイス・リンク
ワン・ウェイ・ヴォイス・リンク（英語　One-way voice link）とは、工作員や地下組織が連絡を取るための技術。ワン・ウェイ・レディオ・リンク（英語　One-way radio link）と呼ぶ事もある。

## 概要
スパイ活動や地下活動が露呈する危険が高いのは協力者や仲間と接触する時であるといわれる。そのため、互いに顔をあわせる事なく情報を伝える方法が求められる。ワン・ウェイ・ヴォイス・リンクの利点は全く顔を合わせる事無く情報を伝えられる事である。また、受け手の具体的な位置が分からない事も利点の一つである。
スパイが事前に示し合わせておいた日時にメッセージを送り、エージェントが市販の受信機でメッセージを受け取る。しかし、無闇に電波を発信すると相手側の組織（警察等）に気付かれてしまう為、普段ポケベル等で使われている周波数を使ったり、送信する時間を最小限に減らす等の工夫がなされている。元々は音声で伝えるものだが、最近はデータを送信する事もあり、レコーダーで録音した音声をバースト伝送という方法（素早く送ることが出来る）で送信する事もあるという。ワン・ウェイ・ヴォイス・リンクはある種の放送のようなものであるが、乱数放送とは違って狭い範囲で通信を行うという特徴がある。
世界中の諜報機関で使われているほか、フォークランド紛争の際、潜入したイギリス軍の特殊部隊が上陸地点を知らせるために使用した例がある。